# Berrozi
Berrozi est un hameau de la commune de Bernedo dans la province d'Alava dans la Communauté autonome basque (Espagne).

## Présentation
Le village anciennement abandonné, est depuis les années 1980, devenu une propriété du ministère de l'Intérieur du gouvernement basque. Le corps d'Ertzaintza Berrozi Berezi Taldea (Groupe des forces spéciales de Berrozi), qui est le groupe des interventions spéciales, s'entraîne et est basé sur ses terres.